# Presidentvalet i Burundi 2010
Presidentvalet i Burundi 2010 hölls den 28 juni. Som en följd av anklagelser om påstådda bedrägerier och hot, drog sig oppositionella kandidater ur valrörelsen och sittande presidenten Pierre Nkurunziza var den enda kandidaten.